# 21677 Тайлерліон
21677 Тайлерліон (21677 Tylerlyon) — астероїд головного поясу, відкритий 7 вересня 1999 року.
Тіссеранів параметр щодо Юпітера — 3,440.